# Tom Timmermans
Tom Timmermans (ur. 31 lipca 1981 w IJmuiden) – holenderski koszykarz grający na pozycji silnego skrzydłowego lub środkowego. Były reprezentant Holandii w koszykówce mężczyzn. Srebrny medalista ligi holenderskiej z sezonu 2005/06.
Timmermans w latach 1999–2000 uczył się w szkole Blue Ridge School, w której grał w rozgrywkach koszykarskich szkół średnich. W Latach 2000–2004 studiował na uczelni University of Notre Dame. Grał w tamtejszej drużynie Notre Dame Fighting Irish, występując w sumie w 92 meczach rozgrywek dywizji I NCAA. Po zakończeniu studiów, latem 2004 roku podpisał kontrakt z hiszpańskim klubem Cantabria Lobos. W listopadzie tego samego roku przeniósł się do MPC Capitals Groningen, występującego w jego ojczystej lidze. W klubie tym grał przez kolejne 2 sezony, występując w sumie w 53 meczach ligowych i zdobywając w sezonie 2005/2006 srebrny medal ligi holenderskiej. W październiku 2006 roku został zatrudniony w AZS Koszalin. W Polskiej Lidze Koszykówki rozegrał jednak tylko 5 spotkań, zdobywając średnio 4,6 punktu i 2,8 zbiórki. Sezon 2006/2007 dokończył w lidze szwajcarskiej w drużynie Lausanne Morges Basket, w barwach której rozegrał w sumie 14 meczów ligowych, w których zdobył łącznie 84 punkty i 46 zbiórek. Był to ostatni klub w jego karierze koszykarskiej. Od marca 2008 roku pracuje na uczelniach: poprzednio na swojej macierzystej, a obecnie - na University of North Carolina at Chapel Hill.
Timmermans był również reprezentantem Holandii w koszykówce mężczyzn. W drużynie narodowej wystąpił między innymi w kwalifikacjach do Mistrzostw Europy w Koszykówce 2005, w których zdobywał średnio po 5,7 punktu i 3,8 zbiórki na mecz.